# Галчита (Юта)
Галчита (англ. Halchita) — переписна місцевість (CDP) в США, в окрузі Сан-Хуан штату Юта. Населення — 273 особи (2020).

## Географія
Галчита розташована за координатами 37°9′2″ пн. ш. 109°54′13″ зх. д. / 37.15056° пн. ш. 109.90361° зх. д. (37.150548, -109.903709).  За даними Бюро перепису населення США в 2010 році переписна місцевість мала площу 44,34 км², з яких 44,32 км² — суходіл та 0,02 км² — водойми.

## Демографія
Згідно з переписом 2010 року, у переписній місцевості мешкало 266 осіб у 65 домогосподарствах у складі 57 родин. Густота населення становила 6 осіб/км².  Було 90 помешкань (2/км²).
Расовий склад населення:
| - 98,9 % — корінних американців - 0,8 % — білих |

До двох чи більше рас належало 0,4 %. Частка іспаномовних становила 1,1 % від усіх жителів.
За віковим діапазоном населення розподілялося таким чином: 38,7 % — особи молодші 18 років, 55,7 % — особи у віці 18—64 років, 5,6 % — особи у віці 65 років та старші. Медіана віку мешканця становила 24,8 року. На 100 осіб жіночої статі у переписній місцевості припадало 84,7 чоловіків;  на 100 жінок у віці від 18 років та старших — 87,4 чоловіків також старших 18 років.
Середній дохід на одне домашнє господарство  становив 33 108 доларів США (медіана — 24 375), а середній дохід на одну сім'ю — 33 044 долари (медіана — 24 063). За межею бідності перебувало 54,9 % осіб, у тому числі 60,6 % дітей у віці до 18 років та 78,0 % осіб у віці 65 років та старших.
Цивільне працевлаштоване населення становило 80 осіб. Основні галузі зайнятості: мистецтво, розваги та відпочинок — 26,3 %, освіта, охорона здоров'я та соціальна допомога — 26,3 %, фінанси, страхування та нерухомість — 16,3 %, виробництво — 10,0 %.